# Toghon
Toghon est le Khan des Oïrats de 1417 à 1439, fils et successeur de Ma-ha-mou. 

## Famille
Son père, Batula, est un aristocrate Oïrats, et sa mère, Samur gunji, il est le petit-fils du Khan Elbek.

## Biographie
Thogon, arrivé au pouvoir, estime qu’il faut fonder un nouvel empire mongol. Les troupes oïrates envahissent et saccagent le Turkestan oriental et la région de Tourfan et de l’Ili. Le khan djaghataïde Vaïs (1418-1428) est battu et fait prisonnier à deux reprises par Esen, le fils de Dogon. Esen exige pour le libérer, l’entrée dans sa famille de la princesse Makhtoum Khanim, sœur de Vaïs.
En septembre 1434, Toghon bat et tue Arouktaï qui détenait le pouvoir effectif en Mongolie et prend le titre de taïdji. Il profite de l'affaiblissement des Mongols orientaux à la suite des luttes intestines et des combats contre les Chinois. La seule force importante concurrente est celle d’Adaï Khan, près de la frontière chinoise, dans le pays des Khortchin. La dynastie Ming soutient les aspirations des Oïrat au pouvoir suprême au détriment des descendants de Gengis Khan. Thogon élimine Adaï entre 1434 et 1438, et les légitimistes mettent sur le trône Adjaï, frère d'Oldjaï Témür. Toghon devient son premier ministre et étend la domination des Oïrat sur toute la Mongolie.
À sa mort, son fils Yésen ou Esen lui succède et devient premier ministre de l’empereur Mongol Tayisung (en). Il se contente du titre de taïdji, mais est comme son père le maître de toute la Mongolie. Son empire s’étend jusqu’au Baïkal et à la Grande Muraille (fin en 1455).

## Sources
- René Grousset, L’empire des steppes, Attila, Gengis-Khan, Tamerlan, Paris, Payot, 1938, quatrième édition, 1965, (.pdf) 669 (présentation en ligne, lire en ligne)
- Histoire de la Mongolie, par László Lőrincz publié par Akadémiai Kiadó, 1984  (ISBN 9630533812 et 9789630533812)